# (37291) 2001 AP26
2001 AP26 (asteroide 37291) é um asteroide da cintura principal. Possui uma excentricidade de 0.05036200 e uma inclinação de 8.89990º.
Este asteroide foi descoberto no dia 5 de janeiro de 2001 por LINEAR em Socorro.